# Hinokage
Hinokage (jap. 日之影町 Hinokage-chō) – miasto w Japonii, na wyspie Kiusiu, w prefekturze Miyazaki. Według danych na rok 2020 miejscowość zamieszkiwało 3 635 mieszkańców , a gęstość zaludnienia wyniosła 13,1 os./km².